# August von Pelzeln

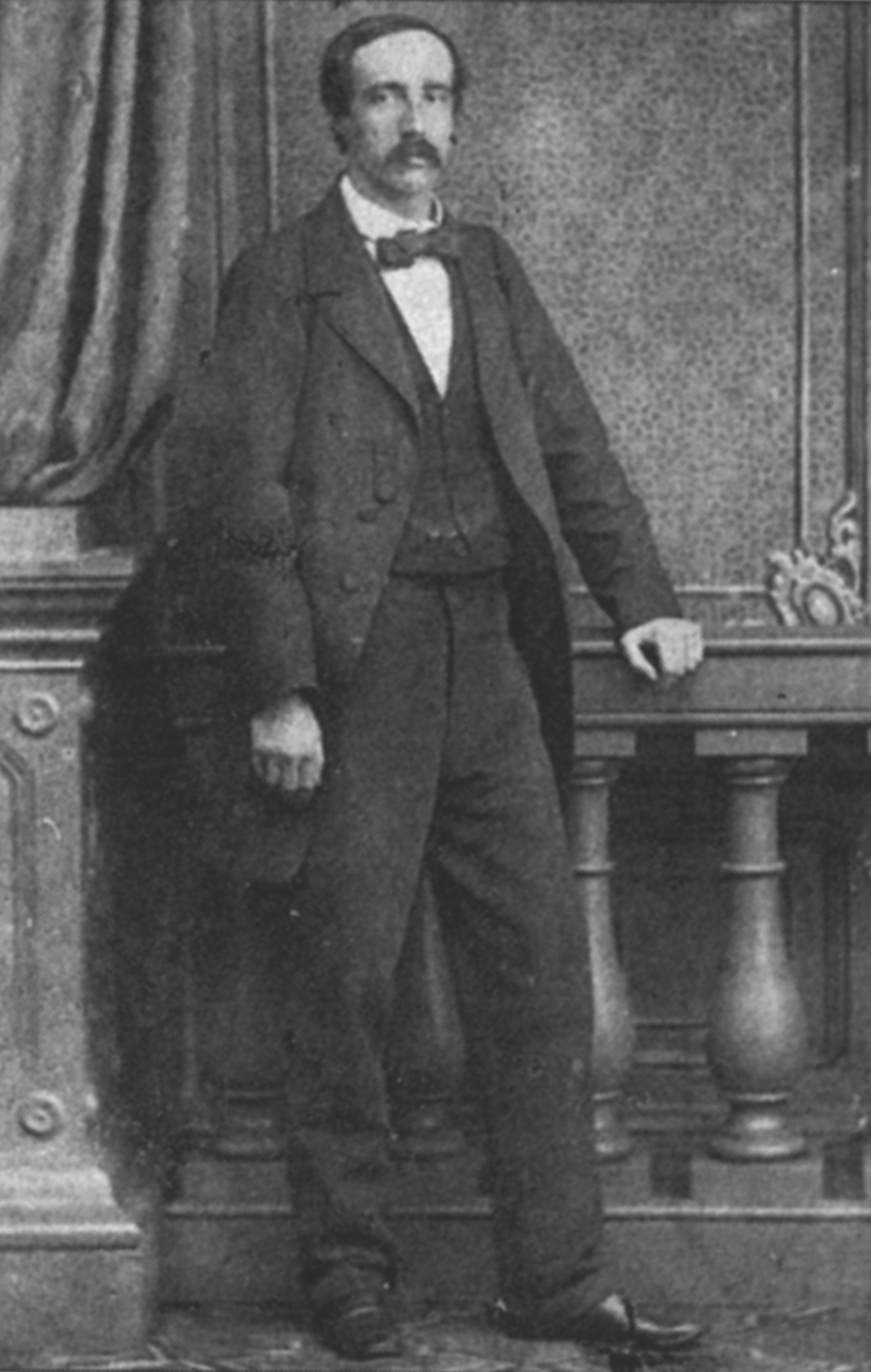
August von Pelzeln

August Pelzel von Pelzeln (* 10. Mai 1825 in Prag; † 2. September 1891 in Oberdöbling) war ein österreichischer Ornithologe. Er sammelte 40 Jahre lang Säugetier- und Vogelpräparate für das Kaiserliche Museum von Wien.

## Biografie
August von Pelzeln war der Sohn des Appellationsgerichtsrats Josef Edler von Pelzeln (* 1784; † 23. März 1832) und dessen Ehefrau Karoline (Lotte), geb. Pichler (* im Jänner 1798; † 24. April 1855), sowie der Enkel der österreichischen Schriftstellerin Caroline Pichler (1769–1843). Seine Schwestern Marie und Fanny waren ebenfalls Schriftstellerinnen.
Nach dem Abschluss des Schottengymnasiums studierte er an der Universität Wien Rechtswissenschaft und arbeitete anschließend im Staatsdienst beim Kreisamt in Wien. 1851 wurde er Assistent des Helminthologen Karl Moriz Diesing im Hof-Naturalien-Cabinet. 1857 übernahm er von Johann Jakob Heckel die Position des Kustos und hielt diese Stelle bis 1888 inne.
Vom 30. April 1857 bis zum 30. August 1859 gehörte August von Pelzeln neben Ferdinand von Hochstetter (1829–1884), Georg von Frauenfeld (1807–1873), Franz Steindachner (1834–1919), Ludwig Redtenbacher (1814–1876) und Johann Zelebor (1819–1869) zu den Wissenschaftlern, die an der Weltumseglung der österreichischen Fregatte Novara teilnahmen. Die Expedition wurde von Erzherzog Ferdinand Maximilian von Österreich gefördert und von Kommodore Bernhard von Wüllerstorf-Urbair (1816–1883) geleitet. Die Reiseroute führte von Triest über Gibraltar nach Rio de Janeiro, bei Kapstadt ums Kap der Guten Hoffnung weiter über die Amsterdam-Insel, Sankt-Paul-Insel nach Indien, Java, Philippinen, Australien, Neuseeland, Tahiti, Valparaíso, um Kap Hoorn herum zurück nach Europa. Über diese Reise verfasste Karl von Scherzer ein Werk mit Beiträgen von von Pelzeln. Daneben ist von Pelzeln der Autor von „Ornithologie Brasileiras“ (1871) und „Beiträge zur Ornithologie Südafrikas“ (1882). Im Jahr 1869 wurde er zum Mitglied der Leopoldina gewählt.
August von Pelzeln beschrieb erstmals Vogelarten wie die Weißflügel-Nachtschwalbe (Caprimulgus candicans), den Pelzelnameisenschlüpfer (Myrmotherula assimilis), den Graustirnschlüpfer (Synallaxis frontalis), das Kapuzenpfäffchen (Sporophila melanops), den Rostnacken-Zwergspecht (Picumnus fuscus) oder den Türkenkleiber (Sitta krueperi).

## Dedikationsnamen
Otto Finsch benannte den Pelzelnstar (Aplonis pelzelni) zu Ehren von August von Pelzeln. Gustav Hartlaub honorierte von Pelzeln im Artepitheton des Madagaskar-Zwergtauchers (Tachybaptus pelzelnii). Weitere Dedikationsnamen sind die Pelzelngazelle (Gazella pelzelni), der Planalto-Tropfenameisenwürger (Thamnophilus pelzelni), der Mönchsweber (Ploceus pelzelni), der Weißflanken-Sängerkardinal (Granatellus pelzelni), der Brauntyrann (Elaenia pelzelni), der Tüpfelwangen-Ameisenvogel (Myrmeciza pelzelni) und der Bronzetyrann (Pseudotriccus pelzelni).

## Schriften
- Neue und wenig gekannte Arten der kaiserlichen ornithologischen Sammlung. In: Sitzungsberichte der Kaiserlichen Akademie der Wissenschaften. Mathematisch-Naturwissenschaftliche Classe der kaiserlichen Akademie der Wissenschaften. Band 20, Nr. 1, 1856, S. 153–166 (biodiversitylibrary.org).
- Vögel. Aus der Kaiserlich-Königlichen Hof- und Staatsdruckerei, Wien 1865 doi:10.5962/bhl.title.14204
- in Bernhard von Wüllerstorf-Urbair: Vögel in Reise der österreichischen Fregatte Novara um die Erde in den Jahren 1857, 1858, 1859 unter den Befehlen des Commodore B. von Wüllerstorf-Urbair (= Zoologischer Theil. Wirbelthiere (Säugethiere, Vögel), Nr. 1). Aus der kaiserlich-königlichen Hof- und Staatsdruckerei, Wien 1867 (biodiversitylibrary.org).
- Zur Ornithologie Brasiliens. A. Pichler’s Witwe & Sohn, Wien 1871 doi:10.5962/bhl.title.3654
- Beiträge zur Ornithologie Südafrikas. A. Hölder, Wien 1882 doi:10.5962/bhl.title.66074
- Brasilische Säugethiere. A. Hölder, Wien 1883 doi:10.5962/bhl.title.8930
- Eine Studie über die Abstammung der Hunderassen In: Zoologische Jahrbücher : Abteilung für Systematik, Ökologie und Geographie der Tiere, 1, S. 225–240, 1886 PDF
- Monographie der Pipridae oder Manakin-Vögel. Budapest 1887, doi:10.5962/bhl.title.49770